# Aeroporto de União da Vitória
O Aeroporto Municipal de União da Vitória - José Cleto (IATA: UVI; ICAO: SSUV) é um aeródromo civil público, localizado no município de União da Vitória, estado brasileiro do Paraná.
Foi batizado em homenagem a um pioneiro local.
Em 2019, houve o retorno dos voos comerciais.
Porém, em 2020 a empresa aérea contratada pelo programa Voe Paraná foi vendida e os voos cancelados no estado, retornando em 2022 pela Azul Conecta.

## Voos comerciais
Em 2019, foi anunciado o retorno dos voos comerciais no aeroporto de União da Vitória, após 50 anos sem qualquer voo comercial, com aeronaves Cessna Grand Caravan da empresa Two Flex, em parceria com a Gol Linhas Aéreas, ligando o município a Curitiba e Francisco Beltrão.
As operações fazem parte do Programa Voe Paraná, do governo estadual, que objetiva o aumento de cidades atendidas por linhas aéreas, tendo em contrapartida a redução do ICMS sobre o querosene de aviação.
Em 2020, devido a compra da Two Flex pela Azul Linhas Aéreas Brasileiras, todas as rotas do Programa Voe Paraná foram canceladas no Estado, retornando em 2022 pela Azul Conecta.